# Avis juridiques sur l'abordage du Mavi Marmara
 (octobre 2011).
Les informations dans cet article sont mal organisées, redondantes, ou il existe des sections bien trop longues. Structurez-le ou soumettez des propositions en page de discussion.
Avec le temps, il arrive que le contenu présent dans un article devienne désordonné. Il est souvent nécessaire de réorganiser l'article de fond en comble.
- Il faut tout d’abord répartir le contenu de l'article en plusieurs sections. Les informations doivent ensuite être exposées clairement et le plus synthétiquement possible, regroupées par sujet afin d'éviter les doublons. Quelqu'un cherchant une information précise doit pouvoir la trouver rapidement en lisant la section appropriée.
- À l'intérieur de chaque section, le texte, souvent initialement sous la forme de phrases éparses, doit être regroupé dans des paragraphes de quelques lignes, en assurant un enchaînement logique et une cohérence entre les phrases.
- Lorsque l'article ou l'une de ses sections développe trop longuement un point qui n'est pas dans le cœur du sujet traité, il convient de faire une synthèse et de transférer l'ancien contenu dans des articles plus appropriés (en cas de transfert, il faut impérativement respecter la procédure Aide:Scission).

Si vous pensez que ces points ont été résolus, vous pouvez retirer ce bandeau et améliorer le plan d'un autre article.
 (novembre 2014).

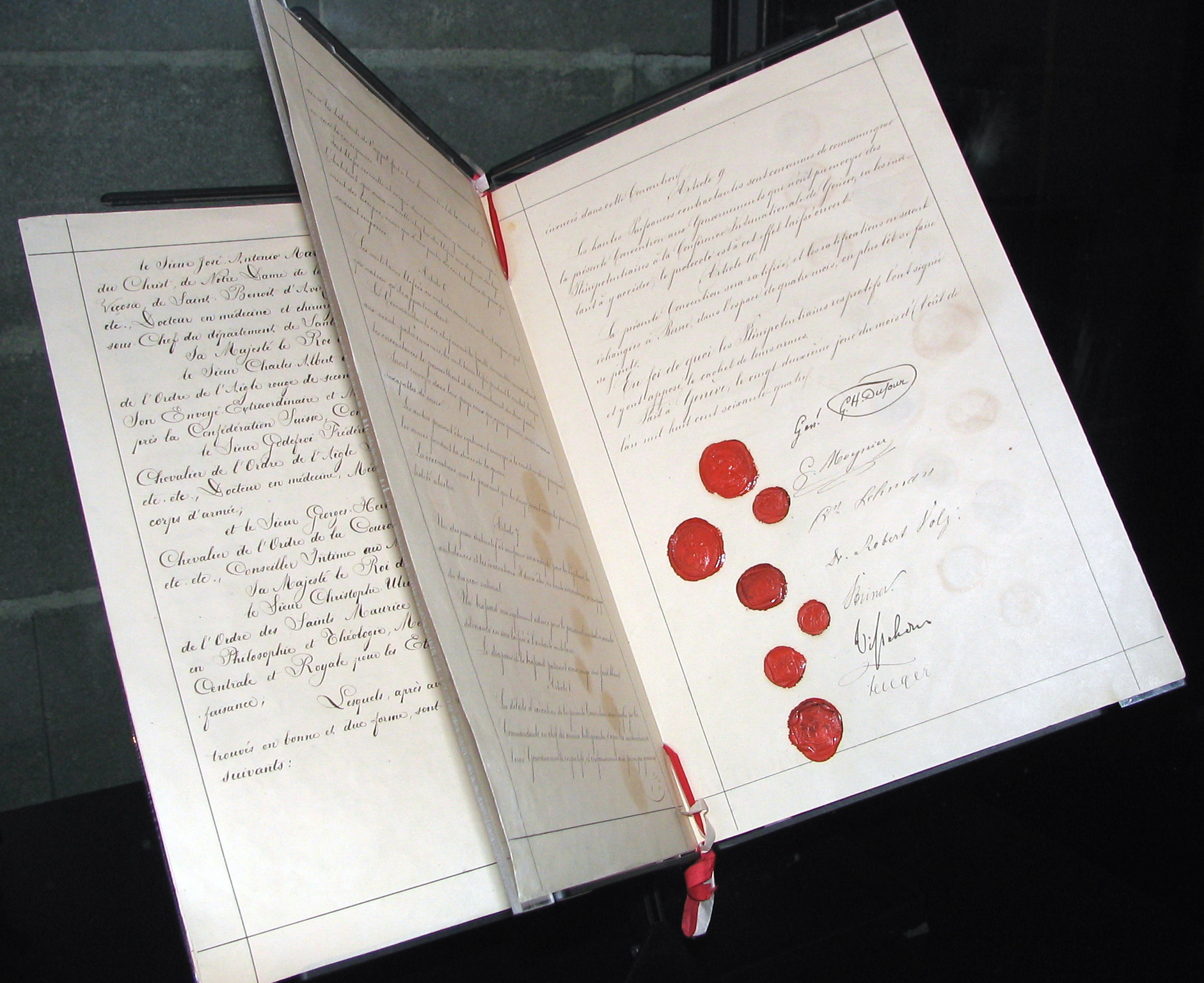
L'original de la 1re Convention de Genève (1864).

Plusieurs opinions légales à propos de l'abordage de la flottille pour Gaza ont été publiées à la suite de l'évènement. Des experts en droit international (et des non juristes) s'opposent quant à la légalité de l'action israélienne.
Selon certains, tels les experts Professeur Alan Dershowitz (Harvard Law School); Professeur Eric Posner (Chicago Law School) et Professeur Ruth Wedgwood (Johns Hopkins International Law and Diplomacy), le blocus naval, l'abordage en eaux internationales et l'usage de la force étaient en accord avec une ancienne loi internationale,,.
Dershowitz a comparé ce blocus avec celui de Cuba par les États-Unis  pendant la Crise des missiles de Cuba et Posner avec le blocus de l'Irak par les forces de la Coalition pendant la Guerre du Golfe,,.
Pour d'autres tels le Haut Commissaire pour les Droits de l'Homme des Nations unies, le Comité international de la Croix-Rouge, le Comité International de la Ligue Nationale des Juristes et Turgut Tarhanlı, doyen du département de Droit de l'Université Bilgi d'Istanbul, le blocus était illégal, ou avec Robin Churchill, professeur de Droit international, de l'Université de Dundee, que l'abordage en haute mer était illégal, ou avec Said Mahmoudi, professeur de Droit international, que l'usage de la force n'était pas proportionnel et par conséquent illégal,,,. Les deux bords conviennent généralement qu'Israël devait répondre seulement en faisant un usage de force mesurée face à une résistance violente. Que la force utilisée fut proportionnée est contesté par quelques-uns,.
La question d'une violation éventuelle du droit international a été discutée au Conseil de sécurité des Nations unies.

## Légalité du blocus

### Le blocus est légal - Arguments
Alan Dershowitz, professeur de Droit à la Harvard Law School, écrivit que la légalité des blocus institués en réponse à des actes de guerre « ne peut pas être sérieusement mise en doute. ». Il compare le blocus maritime de Gaza par Israël aux actions navales des États-Unis à Cuba pendant la Crise des missiles de Cuba, lesquelles avaient été déclarées légales par les États-Unis bien que Cuba ne fût pas engagé dans des actions de belligérance contre les États-Unis.
Similairement, Allen Weiner, ex avocat du département d'État et conseiller juridique à l'ambassade des États-Unis à La Haye, présentement professeur à la Stanford Law School, dit que « le blocus israélien lui-même contre Gaza n'est pas illégal ».
Ruth Wedgwood, un professeur de Droit international et de Diplomatie à la School of Advanced International Studies de l'université Johns Hopkins, dit que « selon le Droit des conflits armés, lequel est en vigueur du fait des attaques de roquettes du Hamas sur Israël et des réponses d'Israël, Israël a un droit d'empêcher même des neutres d'expédier des armes au Hamas ».

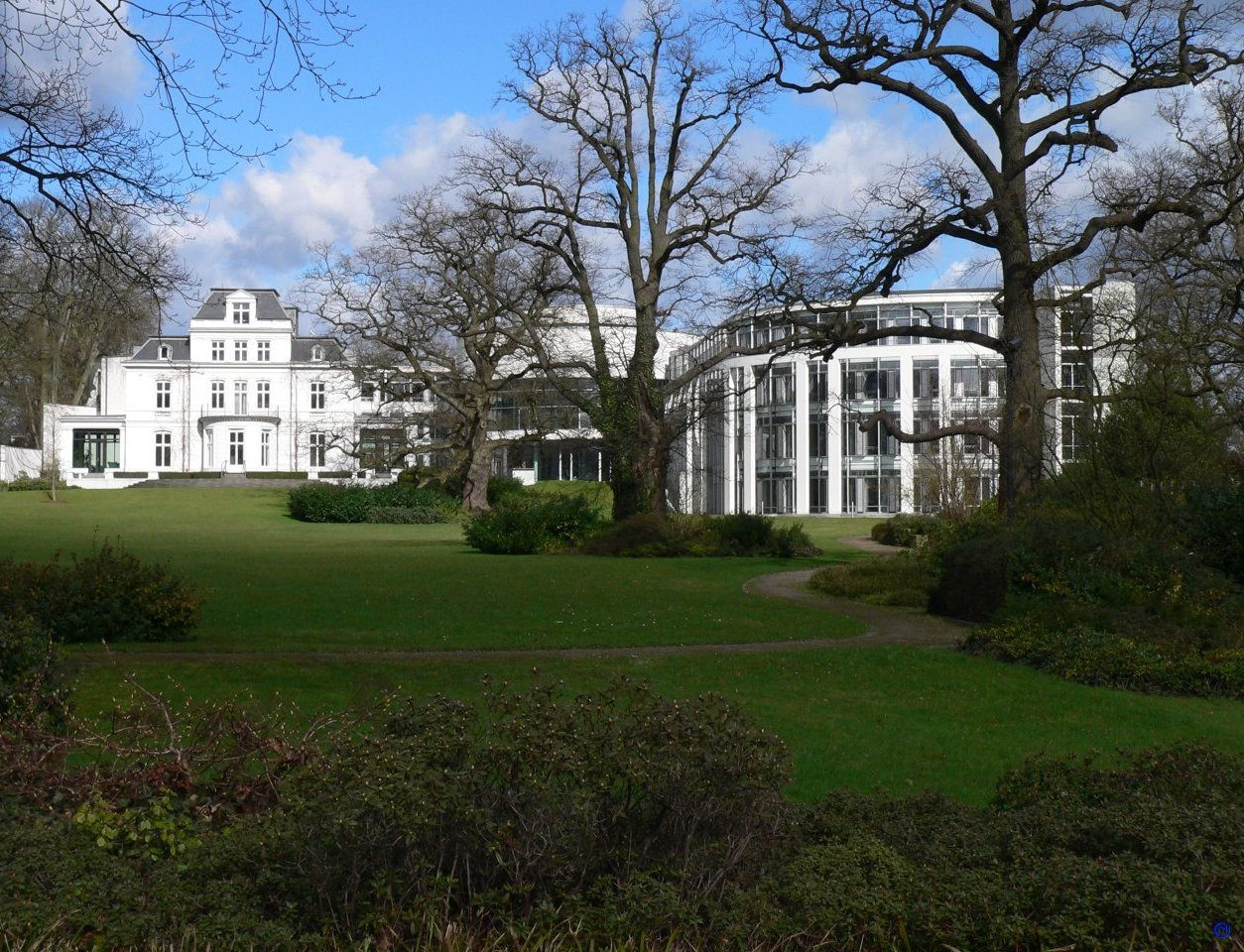
Le Tribunal pour le Droit de la Mer à Hambourg (Allemagne) a été établi par les Nations Unies.

Eric Posner, professeur de Droit international à l'University of Chicago Law School, notant que le raid avait « déchaîné des accusations d'illégalité », écrivit que « les blocus sont légaux en temps de conflit armé (tels que le blocus de l'Iraq par les forces de la Coalition pendant la Première Guerre du Golfe) », et que « des conditions de guerre existent sans aucun doute entre Israël et le Hamas ». Il a comparé le blocus à celui mis en place par l'Union contre la Confédération (qui n'était pas un État) pendant la Guerre Civile aux États-Unis. La Cour suprême des États-Unis a par la suite déclaré la légitimité de ce blocus.
Philip Roche, partenaire d'une équipe de gérance des risques et des contestations de livraisons, dit aussi : « Sur la base que le Hamas est l'entité dirigeante de Gaza, et qu'Israël est en plein conflit armé contre cette entité dirigeante, le blocus est légal. » « La base pour cela est la loi de blocus, dérivée du Droit international qui a été codifié en 1909 dans la Déclaration de Londres concernant le Droit des Guerres Navales, et qui a été révisé en 1994 par la manuel de San Remo — un document reconnu légalement. » Il a répondu à l'accusation de Human Rights Watch qu'un blocus d'une organisation terroriste constitue une punition collective contre les civils, violant clairement l'Article 33 de la Quatrième convention de Genève, disant « Cet argument ne tiendra pas debout. Les blocus et autres formes de sanctions économiques sont permis en droit international, lesquels nécessairement signifient que des civils souffriront bien que n'ayant personnellement commis aucune faute. »
De même, Professeur Ed Morgan, professeur de Droit international à l'université de Toronto, notant qu'« il est clair qu'Israël et le Hamas sont en situation d'état de conflit armé, lequel a été bien reconnu par l'Assemblée Générale du Conseil des Droits de l'Homme dans le rapport Goldstone, écrivit qu'un blocus de la côte d'un ennemi est une tactique militaire d'usage bien établi. » Il fit remarquer que « c'est reconnu comme un moyen à la disposition du Conseil de sécurité sous l'Article 42 de la Charte des Nations Unies, et de même sous l'Article 539 du Manuel des Opérations de Contre-insurrection des Forces canadiennes. »  Il écrivit :

« ayant déclaré son blocus, Israël n'est nullement obligée de croire sur parole les équipages des navires quant à la nature de la cargaison. La partie qui a institué le blocus a le droit d'organiser les modalités, incluant une perquisition dans un port proche, selon lesquelles le passage des marchandises de nature humanitaire est permis. »

Joe Biden, le Vice-Président des États-Unis a dit : « Israël a le droit de savoir - ils sont en guerre avec le Hamas -, a le droit de savoir si oui ou non des armes sont importées ; Il est légitime pour Israël de dire : « Je ne sais pas ce qu'il y a à bord de ce navire. Ces gens-là lancent.... 3 000 roquettes sur mon peuple. » »
Abbas Al Lawati, un journaliste basé à Dubaï pour Gulf News, qui était à bord de la flottille, convient qu'Israël peut citer l'Accord Gaza-Jéricho (Annexe 1, Article XI) qui assigne à Israël la responsabilité de la sécurité le long de la côte maritime et de la Mer de Gaza. L'accord stipule qu'Israël peut prendre toutes les mesures nécessaires contre des vaisseaux suspectés d'être utilisés pour des activités terroristes ou pour la contrebande d'armes, de munitions, de drogues, de marchandises ou tout autre activité illégale.
D'après le Professor Wedgwood, en fait le but de la flottille était de « dépouiller Israël de ce qu'elle pense lui avoir été garanti dans les Accords d'Oslo en 1993 qui précédèrent l'Accord Gaza-Jéricho, lequel traite du contrôle des frontières extérieures de Gaza et de la Cisjordanie... Le problème... est que vous pourriez avoir facilement un réarmement du Hamas, ce qui causera un conflit terrible. »

### Le blocus est illégal - Arguments
Le Haut Commissaire pour les Droits de l'homme des Nations unies, Navanethem Pillay, dit que le blocus de Gaza par Israël est illégal et doit être levé. Le rapport Goldstone (le  "United Nations Fact Finding Mission on the Gaza Conflict") dit :
"1733. La Mission…. considère que la série d'actes qui prive les Palestiniens de la Bande de Gaza de leurs moyens de subsistance, d'emploi, de logement et d'eau, qui leur dénie la liberté de mouvement et leur droit de quitter et de rentrer dans leur propre pays, qui limite leurs droits d'accès à un tribunal et à un remède efficace, pourrait amener une cour compétente à trouver que le crime de persécution, un crime contre l'humanité, a été commis.
Le Comité International de la Croix Rouge dit que "le blocus d'Israël viole les Conventions de Genève" et déclare "qu'il constitue une punition collective imposée en claire violation des obligations d'Israël d'après le Droit humanitaire International",.
Le Manuel de San Remo sur le Droit international Applicable aux Conflits Armés en Mer stipule que :
"102. La déclaration ou l'institution d'un blocus est interdit si : (a) il a pour seul objet d'affamer la population civile ou de lui dénier toute autre chose essentielle à sa survie ; ou (b) si le dommage à la population civile est, ou peut être envisagé être, excessif par rapport à l'avantage militaire concret et direct attendu de ce blocus".
Dr. Turgut Tarhanlı, doyen du département de Droit à l'université d'Istanbul Bilgi; cite le concept de passage innocent, selon lequel des navires sont garantis d'un passage sûr dans les eaux territoriales dans une manière qui ne soit pas « préjudiciable à la paix, au bon ordre ou à la sécurité » de l'État. Il dit que: « la Convention du Droit de la Mer stipule qu'un État riverain peut envisager une intervention si un navire est engagé dans la contrebande d'armes ou de drogues, le commerce des esclaves ou des activités terroristes. Néanmoins, le cas des bateaux d'aide est complètement différent. Ils se sont mis en route en accord avec le Customs Act (Droit des Douanes) et sont réputés transporter de l'aide humanitaire, pas des armes ou des munitions. Selon la Convention du Droit de la Mer, Israël n'était pas autorisée à lancer une opération militaire contre les bateaux et les militants. »
En ce qui concerne l'Accord Gaza-Jéricho, Diana Buttu, une juriste Palestino-Canadienne et ex porte-parole de l'OLP, dit « qu'Israël a déclaré les Accords d'Oslo morts en 2001, et a en réalité violé les Accords, si bien qu'un appel à l'applicabilité de l'Accord Gaza-Jéricho n'est pas plausible. »
Guilfoyle dit à Al Jazeera "qu'alors qu'un blocus est un outil de guerre reconnu, un regard critique devrait être porté pour s'assurer qu'il y a bien eu "une annonce valable du blocus de Gaza", et s'il "inflige un dommage excessif à la population civile par rapport à l'avantage militaire concret et direct attendu de ce blocus."
Amnesty International, dans un rapport daté du 1er juin 2010, inclus l'opinion qu'"En tant que forme de punition collective, le blocus continu de Gaza par Israël est une flagrante violation du Droit international."

## Mise en application en haute mer

### Illégale - Arguments
Robin Churchill, professeur de Droit international à l'Université de Dundee (Écosse), dit qu'il n'y avait pas de base légale pour aborder les bateaux tant qu'ils étaient dans les eaux internationales.
Un groupe de juristes israéliens pétitionnèrent la Cour Suprême d'Israël arguant qu'Israël avait "violé la Convention du Droit de la Mer des Nations Unies lorsqu'elle a capturé les bateaux dans les eaux internationales", mais un jugement de la Cour Suprême signé par la Présidente Dorit Beinish rejeta catégoriquement ces actions,.

Pays membres de
L’International Maritime Organization.

José María Ruiz Soroa, un érudit espagnol, versé dans le Droit maritime et coauteur du commentaire légal  "Manual de derecho de la navegación marítima", a dit qu'"Israël n'était pas en droit, d'après le Droit international, de restreindre la liberté de navigation de quelque navire que ce soit en haute mer, excepté dans un certain nombre de situations qui ne s'appliquent pas dans le cas de la Flottille de Gaza". Il a ajouté qu'"un blocus n'est pas un motif valide, parce qu'il ne s'agît là d'un concept applicable seulement en situation de guerre. De plus, l'action d'Israël constitue une violation de la Convention des Nations Unies pour la suppression des Actes illégaux à l'encontre de la Sécurité de la Navigation maritime (SUA Act (en)) « which was signed by Israel in April 2009. He said that according to the article 6.1 of the SUA, the jurisdiction over the offences that a ship might have committed lays in the State whose flag the ship is flying », de laquelle Israël est signataire depuis avril 2009". Il dit que "selon l'Article 6.1 de la SUA, la juridiction compétente pour juger les infractions qu'un bateau pourrait avoir commises repose dans l'État dont le bateau arborait le pavillon". [texte 1] L'Article 9 de la SUA établit : "Rien dans cette Convention n'affectera en aucune manière les règles du Droit International quant à la compétence des États de mener des investigations ou d'exécuter leur juridiction à bord de navires qui n'arborent pas leur pavillon."

Les différentes catégories de zones maritimes.

Selon George Bisharat (en), un professeur à l'École de droit Hastings de l'université de Californie, "Le blocus d'Israël de Gaza était illégal, et la mise en application du blocus dans les eaux internationales était de même illégale". Bisharat écrivit que "les passagers de la flottille avaient le droit de se défendre contre l'abordage de force du Mavi Marmara, que les commandos israéliens aient ou non tiré immédiatement lors de l'atterrissage sur le pont du navire."
Ahmet Davutoğlu, le ministre des Affaires Étrangères de la Turquie a déclaré : "La liberté de navigation en haute mer est une des plus anciennes formes de Droit International, aucun vaisseau ne peut être arrêté ou abordé sans le consentement du capitaine ou du pays du pavillon arboré. Aucune suspicion de violation de la loi n'absout l'État intervenant d'après le Droit international. Traiter un envoi humanitaire comme un acte hostile et traiter les travailleurs humanitaires en combattants ne pouvait  être déclaré ni légal ni légitime."
Michael Byers, érudit canadien, dit que "l'évènement ne pourrait être légal que si l'abordage d'Israël  était nécessaire et proportionné pour la défense du pays". Byers croit que "l'acte ne paraît pas avoir été nécessaire parce que la menace n'était pas imminente."
Dans une analyse légale publiée par le Frankfurter Allgemeine Zeitung, un expert en Droit international dit que les pays ne sont pas autorisés à étendre leur souveraineté sur des espaces à l'extérieur de leurs eaux côtières. Dans les eaux internationales, s'il existe une suspicion raisonnable de piraterie ou de trafic d'êtres humains, un pays a droit d'accès aux navires étrangers. Si la suspicion demeure, il peut procéder à la perquisition du navire".
Richard Falk, ex professeur de Droit international à l'université de Princeton et un enquêteur des Droits de l'homme pour les Nations unies dans les territoires palestiniens dit que "les bateaux se trouvaient en haute mer où existe la liberté de navigation, selon le Droit de la Mer", et demande que ceux qui furent responsables "soient redevables sur le plan criminel pour leurs actes injustifiés",
Craig Murray, ex Ambassadeur britannique, a écrit sur son site internet que "le raid ne constituait pas un acte de piraterie, puisque les navires israéliens accomplissaient une mission militaire, mais que cela serait "un acte de guerre illégal". Selon Murray le Droit de la Mer stipule que, "lorsqu'un incident a lieu à bord d'un bateau en haute mer, la juridiction compétente est celle de l'État du pavillon arboré par ce navire, donc le navire turc était un territoire turc. Si les commandos israéliens agissaient pour le compte du gouvernement israélien en tuant les militants sur les bateaux, Israël serait en état de guerre avec la Turquie, et cet acte tomberait sous une juridiction internationale comme un crime de guerre. Mais si, d'autre part, les meurtres n'étaient pas autorisés par l'action militaire israélienne, ils étaient alors des meurtres en regard de la juridiction turque et si Israël ne se considère pas en état de guerre avec la Turquie, elle doit alors remettre les commandos en cause pour un procès en Turquie d'après la loi turque. Après qu'il lui a été dit que le Mavi Marmara naviguait sous pavillon Comorien, Murray a réitéré que l'attaque d'Israël était illégale quel que soit le pavillon arboré.
Jason Alderwick, un analyste maritime à l'International Institute for Strategic Studies de Londres, dit que « le raid israélien n'apparaissait pas avoir été mené légalement selon la Convention ».
Anthony D'Amato, professeur de Droit international à la Northwestern University School of Law, argue que le Manuel de San Remo sur le Droit international Applicable aux Conflits Armés en Mer (International Law Applicable to Armed Conflicts at Sea) s'applique à une situation dans laquelle les lois de la guerre entre États sont en vigueur". Il dit que « les lois de la guerre dans le conflit entre Israël et le Hamas, qui n'est pas un État, ne s'appliquent pas ». Il dit que « la Loi des Conventions de Genève s'appliquerait ».
Linda Brayer, une Israélienne avocate des droits de l'homme qui est spécialisée dans le droit de la guerre et le droit international, conclut :
« Il s'ensuit qu'Israël n'était pour commencer pas autorisée à attaquer ces navires militairement, et donc pas à  aborder ces vaisseaux par la force, ni les capturer, ou attaquer les passagers, les emprisonner sur les navires, les débarquer de force, et de voler leurs biens privés à savoir les matériels photographiques, ordinateurs, vêtements, etc. ».

### Légale - Arguments
Des experts légaux disent que sous un régime de blocus, l'interception d'un navire peut se faire globalement pour peu que ce navire soit à destination d'un territoire "belligérant".
Selon le Professeur Dershowitz "une action entreprise dans les eaux internationales est permise si un blocus légal est en vigueur, et s'il n'y a aucun doute que les vaisseaux en infraction ont la ferme détermination de briser le blocus".
"Il est acceptable pour des navires israéliens d'opérer dans les eaux internationales pour faire respecter  [le blocus] " dit le Professeur Weiner,.
Douglas Guilfoyle, Maître de Conférence au University College de Londres depuis 2007, auteur en 2009 de "Shipping Interdiction and the Law of the Sea, dit à  Al Jazeera que si le blocus était légal, "alors oui un bateau pouvait être intercepté en haute mer, s'il existait un soupçon qu'il tentait de briser le blocus."

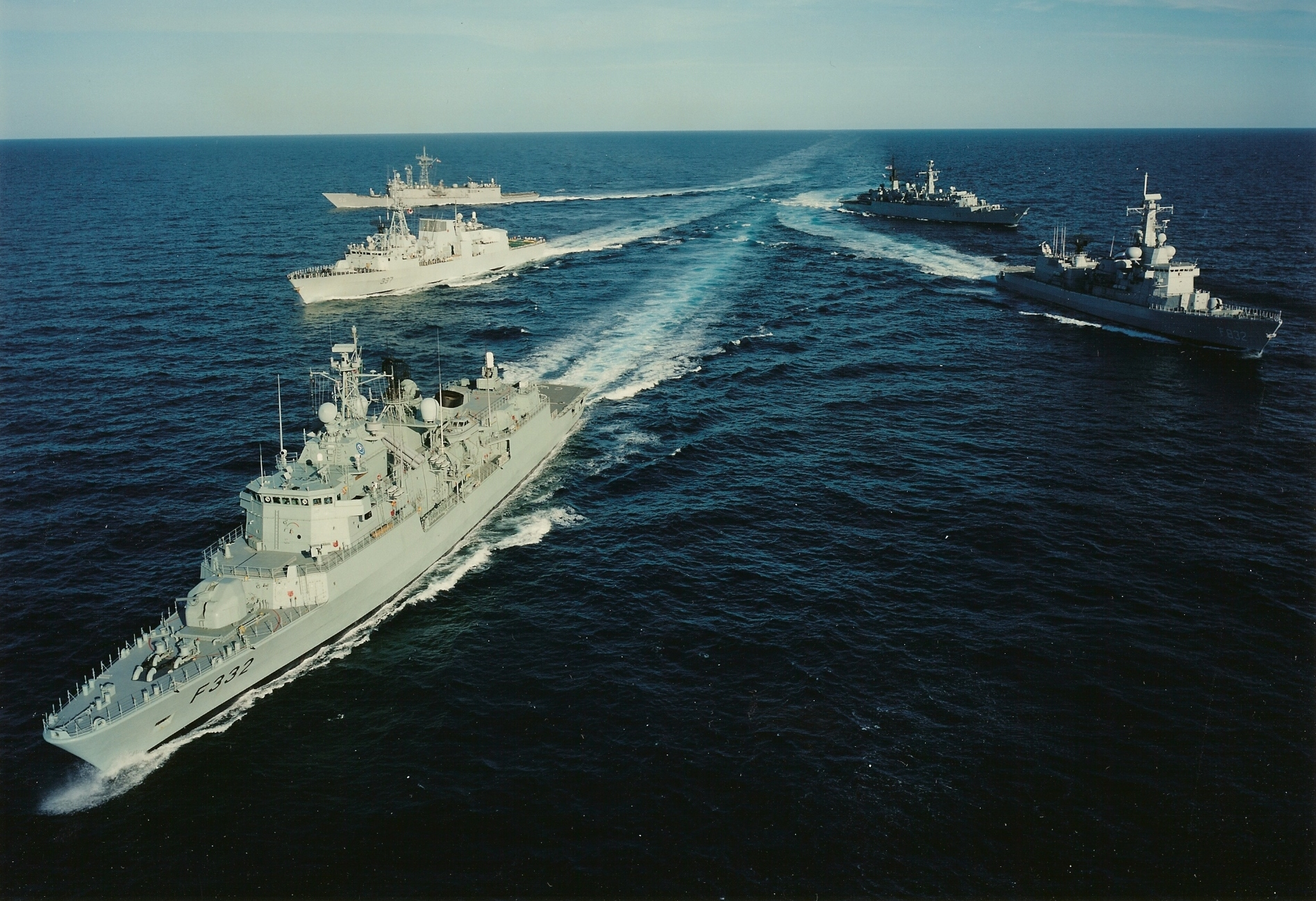
Les forces navales de l'OTAN et des États-Unis au cours de l'Operation Sharp Guard veillant à l'observance du blocus de la Yougoslavie.

De même, le Professeur Wedgwood dit qu'"on peut procéder au droit de visite et de perquisition d'après le Droit de la mer, ou d'un conflit armé, peut être mené en haute mer.". Elle a fait remarquer que "les États-Unis eux-mêmes, bien qu'étant neutres pendant la majeure partie des années 1800, ont soumis leurs vaisseaux aux inspections en haute mer pour permettre aux belligérants de s'assurer que ses cargaisons n'alimentaient vraiment aucune des guerres européennes". Elle a aussi noté que "les États-Unis eux-mêmes instituèrent un blocus sur Cuba pendant la Crise des missiles de Cuba" et de plus ajouta en commentaire que "pendant les guerres de Yougoslavie, les Nations Unies elles-mêmes, et l'OTAN, dans le cadre de l'Opération Sharp Guard, imposèrent un blocus sur les cargaisons à destination de la Yougoslavie.
Roche aussi a indiqué que "sous un régime de blocus, un navire peut être intercepté en haute mer pour peu qu'il soit à destination du territoire sous blocus".
Professeur Posner lui aussi écrivit qu'"un droit international depuis longtemps en vigueur permet aux États d'appliquer en haute mer des blocus annoncés publiquement."
Professeur Morgan dit lui aussi que "selon la loi de San Remo un blocus est souvent mis en application dans ce qui serait à tout le moins considéré comme des eaux internationales".
Marc Regev, porte parole du Premier Ministre d'Israël, se reférant au San Remo Manual on International Law Applicable to Armed Conflicts at Sea, [la sus dite loi de San Remo], dit :
"Le mémorandum de San Remo déclare, dans l'article 67A, que si vous avez un bateau qui force un territoire sous blocus vous êtes autorisés à l'intercepter même avant qu'il ait atteint la zone sous blocus si vous les avez informé à l'avance et que vous l'ayez fait un certain nombre de fois, et qu'ils ont déclaré leur intention, laquelle a été exprimée ouvertement, de briser le blocus. Ce blocus est institué pour protéger notre peuple.",

## Usage de la force

### Arguments légaux opposant l'usage de la force
L'analyse légale publiée par Le Frankfurter Allgemeine Zeitung conclut que les soldats israéliens avaient le droit de se défendre, mais que si Israël usait de force contre les bateaux sans justification légale, les membres de l'équipage avaient alors le droit de se défendre [texte 2].
Pour Said Mahmoudi, un professeur de Droit international, aborder un bateau dans les eaux internationales, tuer et capturer des civils n'entrent pas dans le cadre de la loi.
Pour le Ministre Davutoğlu le raid est "une grave entorse au Droit international et s'apparente à un acte de piraterie - il s'agît de meurtre par un État, sans justification." Des juristes turcs de renom ont déclaré les actions d'Israël en violation du Droit international constituant un "crime de guerre". Le Porte-parole du Parlement turc, Guldal Mumcu, dit dans une déclaration que "cette attaque était en claire violation des règles des Nations Unies et du Droit international".

### Arguments légaux en faveur de l'usage de la force
Pour ce qui concerne l'usage de la force lors de l'abordage d'un navire en de telles circonstances, il est légal mais doit être proportionné, selon le Capitaine de Frégate James Kraska, professeur de Droit international à l'U.S. Naval War College, et le Professeur Morgan,  déclarent :
« Une force proportionnée ne signifie nullement que des armes à feu ne peuvent être utilisées par les troupes lorsqu'elles sont attaquées avec des couteaux, mais « qu'il doit y avoir un lien entre la menace et la réponse » », dit Kraska.
Selon J. Peter Pham, un conseiller stratégique auprès des gouvernements américain et européens, « d'après ce qui est pour l'heure connu, il apparaît qu'Israël a agi dans le cadre de ses droits légaux. »,
Professeur Posner a noté que les « 1990 UN Basic Principles on the Use of Force & Firearms by Law Enforcement Officials » ne sont pas une loi internationale mais tombe plutôt dans la vague catégorie des « meilleurs usages » pour conseiller des pays avec des forces de police peu entraînées et ne s'appliquent pas à une opération militaire. De plus il écrit : « Les opérations militaires doivent respecter le principe de proportionnalité, lequel est un confus « tu-sauras-quand-tu-verras ». Mais une chose est claire : Des bateaux qui forcent un blocus peuvent être attaqués et coulés selon le Droit international. Si Israël avait exercé ce droit, bien plus que neuf personnes auraient été tuées ».
Les autorités israéliennes ont pour leur part dit que les marins qui ont abordé le vaisseau ont ouvert le feu pour se défendre après que des militants les ont matraqués et poignardés et saisi quelques-unes de leurs armes,.

## Piraterie
Selon le Droit international, le raid israélien était considéré comme un acte d'État et donc non comme piraterie. Dit le Capitaine de Frégate James Kraska : "Que ce qu'a fait Israël soit juste ou non, ce n'est pas un acte de piraterie. La piraterie se rapporte à une conduite privée comportant particulièrement un intérêt pécuniaire ou financier."
Le professeur Morgan dit que "qualifier les actions israéliennes en tant que piraterie est inapte puisque, tant d'après le Droit coutumier et l'Article 101 de la Convention du Droit de la Mer des Nations Unies, ne s'applique qu'aux actions en vue de gains privés."
Le militant politique britannique, Craig Murray dit : "Un mot sur la position légale qui est très simple. Attaquer un vaisseau arborant un pavillon étranger dans les eaux internationales est illégal. Ce n'est pas de la piraterie puisque les vaisseaux israéliens accomplissaient une mission militaire. C'est plutôt un acte de guerre illégal."

## Décisions de la Cour suprême d'Israël

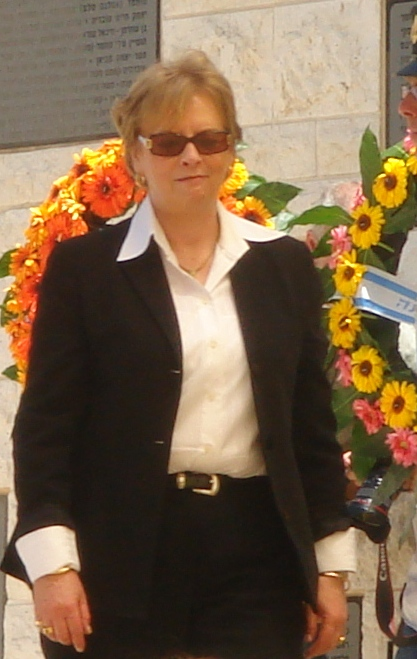
La présidente de la Cour Suprême d'Israël, Dorit Beinisch.

La Cour Suprême israélienne a rejeté six pétitions, tant des groupes de gauche que de droite, contre l'armée israélienne et Israël au sujet du raid « faute d'une juste raison d'intervenir dans la décision du Procureur Général », La Présidente de la Cour Suprême, Dorit Beinish, écrivit dans la décision de la Cour que :
"Les soldats ont été obligés de répondre afin de protéger leur vie. Malheureusement il en résultât, ce qui n'était pas prévu, des pertes en vies humaines. Neuf personnes ont été tuées, des soldats et des participants au convoi furent blessés.... les soldats ont eu à faire face à un résistance dure et violente....... Les soldats furent attaqués avec des couteaux, des matraques, des barres de fer. Des tentatives eurent lieu de saisir leur armes individuelles et de les blesser violemment. Un des soldats a même été jeté par-dessus bord. ",
La Cour a défendu la décision d'empêcher les bateaux d'atteindre Gaza :
"A la lumière du contrôle par le Hamas de la Bande de Gaza, Israël doit prendre différentes mesures pour empêcher un accès direct à la Bande de Gaza, y compris l'imposition d'un blocus naval, lequel, selon la déclaration de l'État, a pour but de bloquer l'infiltration d'armes et de munitions vers les rangs du Hamas qui ont réalisé des attaques terroristes à l'intérieur du territoire israélien pendant des années visant à nuire aux civils…  Entre autres choses l'État a offert aux organisateurs de la flottille de décharger la cargaison transportée par le bateau et d'en transférer le contenu … via Israël. Cette offre a été rejetée."
La Cour a rejeté les pétitions de droite (the Shurat HaDin Israel Law Center et the Almagor Terrorist Victims Association) d'empêcher la libération et la déportation des militants qui avaient attaqué les soldats en attendant la fin de l'enquête. La Cour a soutenu la décision du Procureur Général de les relâcher, notant que :
"Après considération du fait que neuf des participants de la flottille ont été tués et des douzaines blessés, il est parvenu à la conclusion que les intérêts publics, politiques et sécuritaires dans ce cas entravent la mise en application de la loi. Nous n'avons pas trouvé de base pour intervenir dans cette décision ou dans les considérations de son assise."
La Cour a aussi rejeté trois pétitions exigeant des informations sur quelques-uns des passagers amenés à Ashdod. Dans une action de gauche, les pétitionnaires initialement accusèrent l'État d'Israël "d'actes illégaux", qualifiant ses actions de "massacre, meurtre, et…. de piraterie." Mais les pétitionnaires renoncèrent à leur pétition après avoir reçu la réponse du Procureur d'État et les commentaires de la Cour. La Cour a observé : "Il est clair que l'action a été introduite dans la hâte. Alors que les pétitionnaires ignoraient tout de ce qui s'était passé, ils n'hésitèrent pas à se hâter d'entacher de la plus grave façon qu'il soit possible les actions de l'armée".
Une pétition soumise à la Cour suprême par le réseau de télévision al-Jazeera, pour le compte des journalistes travaillant pour eux qui avaient été arrêtés à bord du bateau, demandant leur libération, a été déclarée hypothétique puisque les journalistes avaient déjà été libérés.

## Rapport Palmer
Le rapport Palmer est le résultat de l’enquête sur l'abordage de la flottille pour Gaza du 30 mai 2010 menée à la demande du Secrétaire général des Nations unies, Ban Ki-moon le 2 août 2010. Le rapport qui a été publié le 2 septembre 2011 conclut que le blocus israélien de la bande de Gaza est légal mais, en référence à l'abordage, estime que « la décision d'Israël de prendre le contrôle des bateaux avec une telle force à grande distance de la zone du blocus et sans mise en garde préalable était excessive et déraisonnable ». La commission note toutefois que « [les soldats de] l'armée israélienne ont été accueillis par une résistance organisée et violente d'un groupe de passagers » durant l'arraisonnement du Mavi Marmara et que « l'usage de la force était nécessaire à des fins de légitime défense » mais également que « les pertes de vie et les blessures résultant de l'usage de la force par les forces israéliennes lors de la prise de contrôle du Mavi Marmara étai[en]t inacceptable[s] » tout en considérant que les militants à bord des six bateaux de la flottille avaient « agi de façon imprudente en essayant de forcer le blocus naval »,,,.